# Philophrosyne (satelit)
Philophrosyne (/fi.lo.fro'si.ne/), de asemenea Jupiter LVIII și provizoriu cunoscut sub numele de S/2003 J 15, este un satelit natural a lui Jupiter . A fost descoperit de o echipă de astronomi de la Universitatea din Hawaii condusă de Scott S. Sheppard⁠(d) și colab. în 2003,   dar apoi a pierdut .     A fost recuperat în 2017 și a primit denumirea permanentă în acel an. 

## Caracteristici
Philophrosyne are aproximativ 2 kilometri în diametru și orbitează în jurul lui Jupiter la o distanță medie de 22.721.000 km în 699,676 zile, la o înclinație de 142° față de ecliptică (142° față de ecuatorul lui Jupiter), într-o direcție retrogradă și cu o excentricitate de 142°.
Aparține grupului Pasiphae, sateliți retrograzi neregulați care orbitează în jurul lui Jupiter între 22,8 și 24,1 Gm, la înclinații de aproximativ 150-155°.

## Nume
Satelitul a fost numit în 2019 după Filofrosina (Φιλοφροσύνη), spiritul grecesc antic de primire, prietenie și bunătate, fiica lui Hefaistos și Aglaea și nepoata lui Zeus . Numele provine dintr-un concurs de denumire organizat pe Twitter, unde a fost sugerat de utilizatori, inclusiv CHW3M Myth Experts (@Chw3mmyths), care este o clasă de istorie de clasa a XI-a care studiază filozofia greacă și romană din 2019, Victoria (@CharmedScribe) și Lunartic ( @iamalunartic) care a ajutat concomitent la denumirea altui satelit jovian Eupheme .   